# Burn Gorman
Burn Hugh Winchester Gorman (Hollywood, California; 1 de septiembre de 1974) es un actor y músico británico, conocido por sus papeles de Owen Harper en Torchwood, William Guppy en Bleak House y Stryver en The Dark Knight Rises, así como por sus apariciones en Coronation Street, Johnny English Reborn y la película de 2012, Red Lights.

## Primeros años
Gorman nació en Hollywood, California. Su padre era profesor de lingüística en Westwood, California, y junto a su madre eran originarios del Reino Unido. Tiene tres hermanas mayores, con las que junto a su familia se mudaron a Londres cuando tenía siete años.

## Carrera
Gorman estudió en la Manchester Metropolitan School of Theatre. Apareció en las dos primeras temporadas de la serie ganadora del BAFTA Torchwood como Owen Harper. Otros papeles en televisión incluyen Sext, the City and Me, Funland, Bonekickers y otros proyectos para la BBC.
Gorman apareció en la adaptación de BBC One. ganadora de un BAFTA y un Emmy, de Bleak House, de Charles Dickens, como William Guppy, y ese mismo año también apareció en el thriller político nominado al BAFTA Low Winter Sun. Interpretó al guionista Ray Galdon en el teleteatro nominado al BAFTA The Curse of Steptoe.
Otros trabajos en televisión incluyen Funland, A Good Thief, Dalziel and Pascoe, Casualty, Merseybeat y The Inspector Lynley Mysteries. Apareció como invitado en EastEnders en 2007, y protagonizó en la adaptación de ITV de Cumbres Borrascosas de Emily Brontë, en el papel de Hindley Earnshaw. En 2011 protagonizó la segunda adaptación de The Runaway de Martina Cole.
En el cine trabajó en Love is Not Enough, Layer Cake, Colour Me Kubrick, The Best Man, Penelope, Claus, The Oxford Murders y Cemetery Junction.
En el teatro londinense trabajó en Ladybird, Flush, Oliver, The Green Man y Gong Donkeys. De esta última, Michael Billington de The Guardian escribió: «Burn Gorman demuestra que es uno de los mejores actores jóvenes de Gran Bretaña».
Gorman también trabajó con la aclamada actriz y directora Kathryn Hunter, Marcello Magni de Complicite, Mike Hodges, la directora artística de NT de Escocia Vicky Featherstone, Mark Ravenhill, Frantic Assembly, y con la English National Opera. Ha participado en lecturas, talleres e iniciativas de desarrollo con el National Theatre Studio, el Young Vic, el Royal Court Theatre, la Oxford Stage Company, Paines Plough y el teatro del Soho. Fuera de Londres, Gorman ha trabajado con la Playhouse de Nottingham, el Theatre Royal de Plymouth y el Royal Exchange de Mánchester.
Entre diciembre de 2008 y octubre de 2009, interpretó a Bill Sikes en el revival del musical Oliver!. Fue nominado a mejor actor de reparto de musical en los Whatsonstage Theatre Awards 2010 por este papel.
Como músico, Gorman ha tocado en clubs y escenarios por todo el mundo, actuando junto a Neneh Cherry, Rodney P y Groove Armada entre otros, y ha trabajado en vídeos y visuales con the Streets. También compitió contra el Beatboxer de Yorkshire Desebel, y fue coronado campeón de beatbox humano de BBC 1Xtra.
Gorman interpretó su primer papel protagonista cinematográfico en la película de 2011 Up There, estrenada en el Festival Internacional de Cine de Mannheim-Heidelberg. Allan Hunter de Screen Daily le describió como que «trae ecos de Buster Keaton como el melancólico Martin».
Participa en 2014 en la película sobre el Holocausto nazi en Budapest, Walking with Enemy, dando vida al personaje de las SS, el coronel Otto Skorzeny.

## Filmografía

### Cine y televisión
| Año  | Título                                                         | Papel                            | Notas                                                       |
| ---- | -------------------------------------------------------------- | -------------------------------- | ----------------------------------------------------------- |
| 1998 | Coronation Street                                              | Ben Andrews                      | Serie de televisión (3 episodios)                           |
| 2000 | Casualty                                                       | Geoff Simpson                    | Serie de televisión (1 episodio: "Not Waving But Drowning") |
| 2001 | Mersey Beat                                                    | Sean Finnigan                    | Serie de televisión (1 episodio: "Coming of Age")           |
| 2001 | Love Is Not Enough                                             | Al Weisberger                    |                                                             |
| 2002 | A Good Thief                                                   | DC Fairchild                     | Telefilme                                                   |
| 2004 | Layer Cake                                                     | Gazza                            |                                                             |
| 2005 | The Inspector Lynley Mysteries                                 | Billy Verger                     | Serie de televisión (1 episodio: "In Divine Proportion")    |
| 2005 | Colour Me Kubrick: A True...ish Story                          | Willie                           |                                                             |
| 2005 | Funland                                                        | Tim Timothy                      | Serie de televisión (3 episodios)                           |
| 2005 | The Best Man                                                   | Conductor de autobús             |                                                             |
| 2005 | Bleak House                                                    | Guppy                            | Miniserie (11 episodios)                                    |
| 2006 | Dalziel and Pascoe                                             | Jerry Hart                       | Serie de televisión (2 episodios)                           |
| 2006 | Penelope                                                       | Larry                            |                                                             |
| 2006 | Low Winter Sun                                                 | Det. Con. Kenny Morton           | Telefilme                                                   |
| 2006 | Torchwood                                                      | Owen Harper                      | Serie de televisión (26 episodios: 2006–2008)               |
| 2007 | EastEnders                                                     | Jed                              | Serie de televisión (1 episodio: "9 de marzo de 2007")      |
| 2007 | Marple: Ordeal by Innocence                                    | Jacko Argyle                     | Telefilme                                                   |
| 2007 | Sex, the City and Me                                           | Lawrence                         | Telefilme                                                   |
| 2007 | Fred Claus                                                     | Elfo                             |                                                             |
| 2008 | The Oxford Murders                                             | Yuri Podorov                     |                                                             |
| 2008 | The Curse of Steptoe                                           | Ray Galton                       | Telefilme                                                   |
| 2008 | Bonekickers                                                    | Banks                            | Serie de televisión (1 episodio: "The Lines of War")        |
| 2009 | Wuthering Heights                                              | Hindley                          | Telefilme                                                   |
| 2009 | Risen                                                          | Finch/Brent/Dwight/Flavio/Tucker | Voz de videojuego                                           |
| 2010 | Cemetery Junction                                              | PC Renwick                       |                                                             |
| 2011 | The Runaway                                                    | Richard Gates                    | Serie de televisión (5 episodios)                           |
| 2011 | The Hour                                                       | Thomas Kish                      | Serie de televisión                                         |
| 2011 | Lark Rise to Candleford                                        | Reverendo Marley                 | Serie de televisión (1 episodio: "Episodio No.4.3")         |
| 2011 | Up There                                                       | Martin                           |                                                             |
| 2011 | Johnny English Reborn                                          | Slater                           |                                                             |
| 2012 | Red Lights                                                     | Benedict Cosell                  |                                                             |
| 2012 | The Dark Knight Rises                                          | Phillip Stryver                  |                                                             |
| 2013 | Jimi: All Is by My Side                                        | Michael Jeffery                  | posproducción                                               |
| 2013 | Revenge                                                        | Trask                            | Serie de televisión                                         |
| 2013 | Juego de tronos                                                | Karl                             | Serie de televisión (2 episodios)                           |
| 2013 | Pacific Rim                                                    | Dr. Hermann Gottlieb             |                                                             |
| 2014 | Turn: Washington's Spies                                       | Mayor Hewlett                    | Serie de televisión (10 episodios)                          |
| 2014 | Forever                                                        | Dr. Lewis Farber / "Adam"        | Serie de televisión (2 episodios)                           |
| 2015 | The Man in the High Castle                                     | The Marshal                      | Serie de televisión (3 episodios)                           |
| 2015 | La cumbre escarlata                                            | Detective Holly                  |                                                             |
| 2015 | And Then There Were None                                       | William Blore                    |                                                             |
| 2016 | El valle de la venganza                                        | Priest                           |                                                             |
| 2018 | Pacific Rim: Uprising                                          | Dr. Hermann Gottlieb             |                                                             |
| 2019 | The Expanse                                                    | Adolphus Murtry                  | Serie de televisión (10 episodios)                          |
| 2020 | Enola Holmes                                                   | Linthorn                         |                                                             |
| 2022 | Pinocho de Guillermo del Toro                                  | Cura                             | Voz                                                         |
| 2023 | Los juegos del hambre: balada de pájaros cantores y serpientes | Comandante Hoff                  |                                                             |
| 2024 | Lift: un robo de primera clase                                 | Cormac                           |                                                             |
| 2024 | Beetlejuice Beetlejuice                                        | Padre Damien                     |                                                             |